# Финская волость
Фи́нская волость — административно-территориальная единица Тарского уезда Тобольской губернии (до 1917), Акмолинской (Омской) области (1917—1918), Тюменской губернии (1919), Омской губернии (1920—1924).
Волостной центр — село Фины.

## История
Крестьянская волость была образована в 1914 году в связи с большим наплывом переселенцев. Территория волости образовалась на свободной территории казённых лесных дач, а также выделения части территории Бутаковской волости.
Волостной центр был размещён в деревне Чухонской, переименованной в Финны. Волостное правление находилось на расстоянии 70 вёрст от уездного города Тара.
В 1919 году часть волости выделена в образованную Ложниковскую волость.
В 1920 году в волости был открыт фельдшерский пункт (село Финское).
Постановлением Сибревкома от 24 сентября 1924 года в связи с укрупнением волостей вошла в состав Знаменской, Корсинской волостей (преобразованные в 1925 году в Знаменский и Нижне-Колосовский районы Тарского округа Сибирского края с образованием сельских советов Финовский, Гаденовский, Колегаевский).
Из всех населённых пунктов Финской волости на сегодня не осталось ни одного. В 2012 году исчез последний населённый пункт, бывший волостной центр — деревня Фины.

## Административное деление
Состав на 1914
| - село Ложниково - село Финское - деревня Гаденова - деревня Зырянова - деревня Кириллина - деревня Колегаева - деревня Ларионова - деревня Орикова - деревня Теис - деревня Чианы | - посёлок Выгорский - посёлок Георгиевский - посёлок Голиковский - посёлок Котовщиковский - посёлок Ново-Матвеевский - посёлок Ново-Троицкий - посёлок Уртягский - посёлок Эстонский - заимка Горчакова - заимка Ларионова | - заимка Ложникова - заимка Чеченёва - выселок Матвеевский |

Административные участки
- III участок крестьянского начальника Тарского уезда с центром в селе Завьялово;
- I полицейский стан Тарского уезда с центром в селе Завьялово;
- I участок полицейского урядника Тарского уезда с центром в селе Знаменское;
- Тарский участок Товарища Прокурора Тобольского Окружного Суда с центром в городе Тара;
- I участок мирового судьи Тарского уезда мировой подсудности и II участок следственный с центром в городе Тара;
- III участок сельского врача с центром в селе Завьялово;
- Тарский участок податного инспектора с центром в городе Тара;
- VIII участок помощника акцизного надзирателя 1 округа с центром в городе Тара;
- III район инспектора народного училища с центром в городе Тара.

Сельские общества
- 1914 год — 10 населённых пунктов, 10 сельских обществ;
- 1915 год — 10 населённых пунктов, 10 сельских обществ.

## Религия
В волости был единственный религиозный храм — католический молельный дом в селе Финском построенный в начале XX века.
Помимо католиков и лютеран имелись и штундисты.
Деревни с православным населением: Теис, Гаденова, Чианы, Зыряновой, входили в Ложниковский православный приход в селе Ложниково. Часовен не было. Образование самостоятельных приходов не предполагалось.

## Население
Национальный состав волости: русские, финны, белорусы, латыши, эстонцы, поляки и незначительное число других.
Население волости было в основном старожильческое. Переселенцы из Вятской, Минской, Могилёвской губерний жили со старожилами.